# Warface
Warface — відеогра в жанрі масового багатокористувацького онлайнового шутеру від першої особи (MMOFPS). «Warface» розроблена трьома студіями компанії Crytek: Crytek Kiev, південнокорейським Crytek Seoul та основною студією у Франкфурті-на-Майні. Ексклюзивним видавцем і дистриб'ютором гри на території Китаю є велика китайська компанія Tencent. Гра використовує графічнийдвигун CryEngine 3 та видана ексклюзивно для персональних комп'ютерів і Playstation 4.
«Warface» націлена насамперед на азійський ринок, в тому числі й на Південну Корею та Китай, однак була видана у Європі та Північній Америці в 2012 році. «Warface» використовує бізнес-модель Free-to-play та мікротранзакції.
«Warface» — це шутер, дія якого відбувається в недалекому майбутньому. Гра пропонує як класичні повноцінні PvP-битви та класи персонажів, так і кооперативні місії в концепції PvE.

## Історія розробки

### До офіційного анонсу
Розробка «Warface» розпочалась не пізніше листопада 2008 року, основним розробником стала українська філія Crytek — Crytek Kiev. Однак ця інформація була опублікована лише в серпні 2011 року, після офіційного анонсу гри.
25 лютого 2009 року Crytek зареєструвала в United States Patent and Trademark Office торгову марку «Warface» в категоріях «розваги», «комп'ютерні ігри» та «програмне забезпечення».
3 березня 2009 року стало відомо про реєстрацію кількох торгових марок та логотипів, в тому числі і про «Warface». Ані Crytek, ані Electronic Arts (Тоді партнер Crytek по видавництві) не дали ніяких коментарів на запити преси.
На початку квітня 2009 року з'ясувалось, що Crytek зареєструвала ще три нові торгові марки, серед яких була присутня «GFACE». Журналісти IGN.com порахували, що ця торгова марка може бути зв'язана з «Warface». Вже пізніше, в 2011 році, стало відомо, що «Gface» є назвою соціальної мережі, яка розробляється Crytek й не має ніякого відношення до «Warface».
Наприкінці січня 2010 року ігровій пресі стало відомо, що Єгор Бондар, який на момент публікації цих свідчень працював дизайнером рівнів в компанії Ubisoft, з листопада 2008 до липня 2009 працював в Crytek Kiev над неанонсованим багатокористувацьким онлайновим шутером від першого обличчя (MMOFPS), яка розроблялася ексклюзивно для ПК за новою інтелектуальною власністю. Цю інформацію Бондар опублікував в своєму профілі на LinkedIn. Crytek ніяк не прокоментувала цю інформацію.

### Після офіційного анонсу
25 листопада 2010 року відбувся офіційний анонс «Warface». Стало відомо жанр гри — MMOFPS, була показана концепція гри, її розробники та цільові платформи, а також були опубліковані перші скриншоти. В прес-релізі було повідомлено, що «Warface» розробляється сеульським підрозділом Crytek Seoul на ігровому рушії CryEngine 3 та заснований на повністю новій інтелектуальній власності (IP) від Crytek. Було заявлено, що «Warface» буде використвовувати бізнес-модель Free-to-play та мікротранзакції та націлений на азійський ринок, насамперед на Китай та Південну Корею.
13 грудня 2010 року Crytek офіційно заявила, що вона прийняла згоду з великою китайською IT-компанією Tencent, згідно з якою остання отримувала ексклюзивні права на видання, поширення та дистрибуцію «Warface» на території Китаю.
В той же день, 13 грудня, був опублікований перший трейлер «Warface», в якому показана пре-альфа версія гри.
Наприкінці липня 2011 року на китайській ігровій виставці ChinaJoy 2011 демонструвався «Warface»: були показані нові скриншоти, демонстрації реального геймплея, а також представниками Crytek та Tencent були дані інтерв'ю.
На початку серпня 2011 року був опублікований другий трейлер «Warface».
16 серпня 2011 року була офіційно оголошена дата виходу «Warface» на західних ринках (США та Європа) — 2012 рік. Також було оголошено, що основними розробниками гри є український філіал Crytek — Crytek Kiev, тоді як сеульський та основний франкфуртський офіси лише допомагають в розробці.
9 грудня 2011 року на сайті Игры@mail.ru, який є підрозділом російського медіапорталу Mail.Ru, був опублікований ексклюзивний передогляд «Warface». Згідно зі статтею, представники Crytek самі зв'язались з Mail.Ru та запропонували його працівникам першими в Росії подивитись на цей проект, демонстрація якого проходила в Києві. Демонстрацію гри в київському офісі проводив Михайло Хаїмзон, ветеран Crytek, творчий директор Crytek Kiev та головний ідеолог «Warface». За висновками демонстрації журналісти написали в передогляді багато нової, невідомої раніше інформації про геймплей та сетінг гри.
16 грудня 2011 року в офіційному прес-релізі стало відомо, що Crytek підписала угоду з Mail.Ru Group, згідно з якою остання буде видавати «Warface» на території Росії та країн СНД. Крім видання, в завдання Mail.Ru ввійшла повна локалізація гри на російську мову. Також Mail.Ru оголосила про початок прийому заявок на закрите бета-тестування «Warface».
23 грудня 2011 року розпочався прийом заявок на участь в закритому бета-тесті, який розпочався 8 березня 2012 года і закінчився 2 квітня. 4 квітня 2012 року розпочався тестовий запуск ОБТ. Відкрите бета-тестування розпочалось 12 квітня 2012 року.
Warface став справжньою зіркою конференції — в КРІ Awards він був представлений в кількох номінаціях. Warface отримав нагороду «Найкраща гра КРІ 2012». Крім того, йому дісталась нагорода «Найкраща ігрова графіка». Це дуже висока оцінка для гри, яка тільки розпочинає свій шлях.

## Геймплей

### Режими гри
В грі доступні 2 режими гри: PVE та PVP.
PVE — режим командного проходження місій, які діляться на 3 рівня складності: легкий, складний і профі. Існує 4 типа PVE:
сафарі — слідування до гелікоптера на транспорті, який обстрілюють з усіх сторін;
арена — оборона в одній точці від загонів ворогів, що наступають;
конвой — супроводження техніки до безпечної точки;
вбивство боса — ціллю місії є вбивство ПБМ «ГРІМ» або вертольоту КА-50. Також всі PVE карти діляться на 2 етапи — це вбивство ДЖАГЕРНАУТА (міні-боса) на першому етапі та виконання місії на другому. В цьому режимі можуть брати участь 4, 5 осіб. Наприкінці дня гравці, які зайняли перші 10 000 місць в щоденному рейтингу отримують «корони», за які можна купити кращу зброю та оснащення на 1 або 7 днів.
PVP — режим гри один проти одного. Тут існує кілька видів боїв: м'ясорубка (кожен сам за себе), штурм (одна команда повинна захопити командні пункти іншої), захоплення (одна команда повинна захопити об'єкт, а інша його захистити), командний бій (битва двох команд до того, як вийде час), підрив (одна команда повинна закласти та підірвати бомбу, а інша не допустити цього) та режим знищення (обидві команди намагаються знищити ворожу базу противника).

#### Карти
В PVP-режимі широкий вибір карт для різноманітних видів бою. Для PVE-місій карти регулярно оновлюють.

### Класи

#### Штурмовик
Основна зброя — штурмова гвинтівка та кулемети. Це ідеальний варіант для бою на близьких та дальніх відстанях. В основному ідуть в бій в стилі танка.
Унікальна особливість штурмовика — можливість поповнювати боєзапас своїх товаришів та себе на полі бою. З чотирикратним оптичним прицілом штурмовик цілком може замінити снайпера.

#### Медик
Завдання медика — рятувати життя. Арсенал — аптечка, за допомогою якої можна вилікувати поранених друзів, і дефібрилятор, який повертає до життя «безнадійно хворих». Допомога такого класу необхідна будь-якому загону, а особливо — тим, хто обороняється. Вмілий санітар може підтримувати боєздатність товаришів дуже й дуже довго — якщо, зрозуміло, залишитиметься живим. Вмілих санітарів в грі «відривають з руками».
Зброя медиків — дробовики. Це ідеальний засіб для ведення бою на близькій дистанції, проте втрачає свої переваги при збільшенні відстані.

#### Інженер
Інженер — спеціаліст по ближньому бою та диверсіям. Його арсенал — пістолети-кулемети, які підходять для швидкоплинних поєдинків на невеликих дистанціях.
Крім того в арсеналі інженера є протипіхотні міни, які реагують на рух ворожого бійця, що проходить недалеко від міни та наносять величезної шкоди.
Також інженери можуть ремонтувати броню бойових друзів у випадку її пошкодження. Вони швидше встановляють бомби ніж інші класи.

#### Снайпер
В снайпера нема таких особливостей, як, наприклад, поповнення боєзапасу в штурмовика, проте це єдиний персонаж, який може вражати ворогів на великій відстані. Тому основне його завдання — своєчасне знаходження та знищення найнебезпечніших ворогів, наприклад, снайперів противника або кулеметників. Може мати два типи снайперських гвинтівок — напівавтоматичні та з подовжньо-ковзним затвором (т.з. «bolt-action rifles»)